# عزلة بني نفيع (ريمة)

تعديل مصدري - تعديل

عزلة بني نفيع هي إحدى عزل مديرية الجعفرية في محافظة ريمة اليمنية ويبلغ تعداد سكانها 1393 نسمة حسب التعداد السكاني في اليمن لعام 2004.